# 乾葡萄酒
乾葡萄酒，是对葡萄酒，根据其甜度而进行的分类。

## 中国大陆标准
2002年11月14日，中国经贸委发表的《中国葡萄酿酒技术规范》对甜度分类为：
1. 乾葡萄酒：含糖（以葡萄糖计）小于或等于4克/升。或者当总糖与总酸（以酒石酸计）的差值小于或等于2克/升时，含糖最高为9克/升的葡萄酒。
2. 半乾葡萄酒：含糖大于干酒，最高为12克/升。或者总糖与总酸的差值，按乾酒方法确定，含糖最高为18克/升的葡萄酒。
3. 半甜葡萄酒：含糖大于半乾酒，最高为45克/升的葡萄酒。
4. 甜葡萄酒：含糖大于45g/L的葡萄酒。